# عین الحمام
عین الحمام (به عربی: عين الحمام) یک شهرداری در الجزایر است که در استان تیزی وزو واقع شده‌است.